# Yves Viollier
Pour les articles homonymes, voir Viollier.
Yves Viollier est un écrivain français, né le 14 mars 1946 en Vendée.

## Biographie

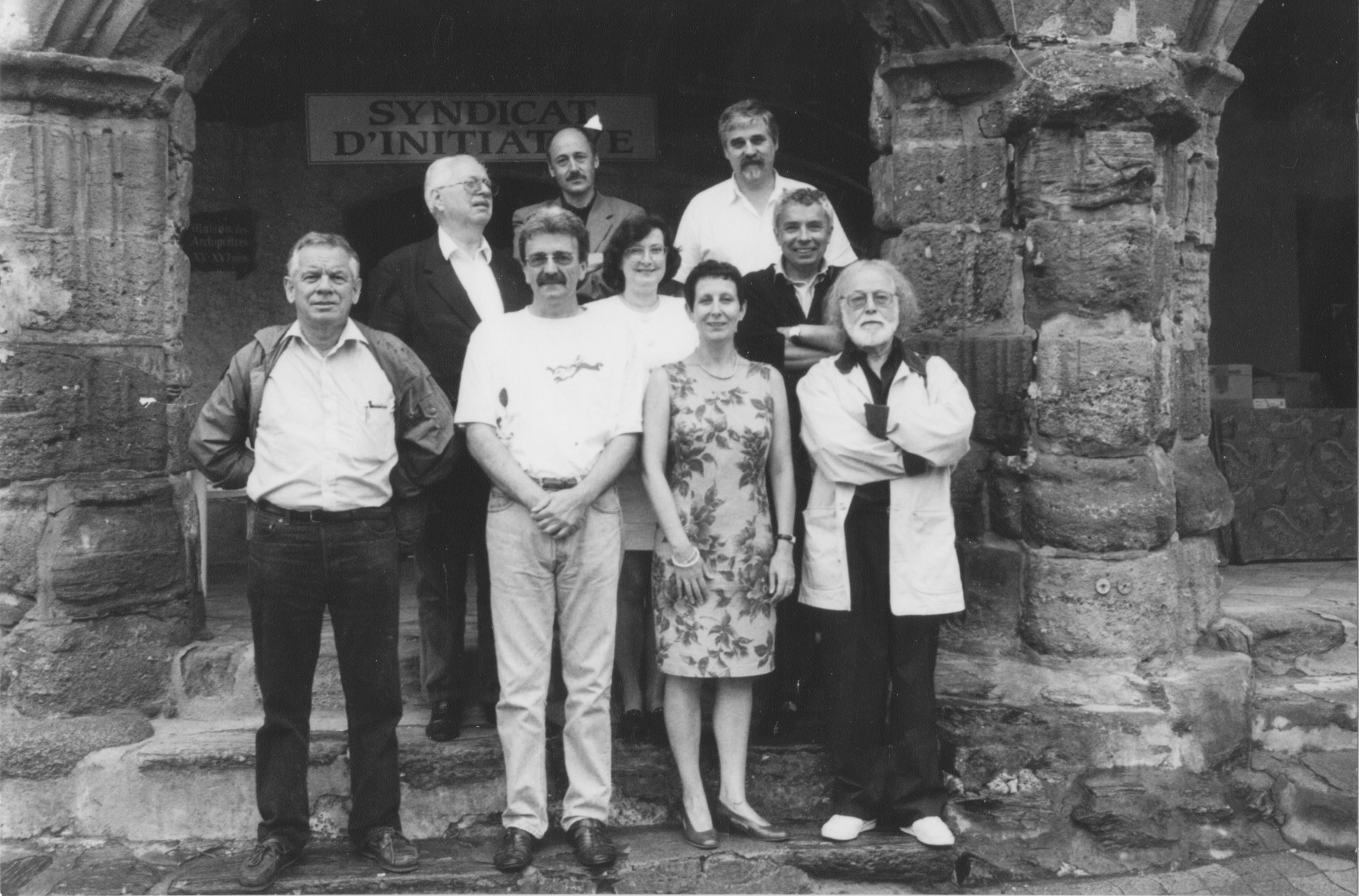
Les écrivains de l'école de Brive à Lubersac en 1997

Yves Viollier est né en Vendée. Il exerçait le métier d'enseignant de français et de latin au Poiré-sur-Vie. Il est critique littéraire à La Vie et se consacre désormais à l'écriture ainsi qu'à la vie littéraire.
Membre de l'école  de Brive, (d'où son surnom de « Vendéen de l'école de Brive »), il a publié une trentaine de romans et obtenu de nombreux prix. Le grand prix catholique de littérature pour "L'orgueil de la tribu", le prix Charles-Exbrayat pour "Les lilas de mer", récemment Le prix Charette pour "Même les pierres ont résisté" et Le prix Montesquieu en 2016 pour "L'instant de grâce".
Plusieurs de ses livres ont pour cadre la Vendée, d'autres la région de Châteauneuf-sur-Charente, tout particulièrement Les Pêches de vigne et "Y avez-vous dansé Toinou" paru au printemps 2016. Dans Les Lilas mer, l’auteur nous ramène au début du XXe siècle où Jean-Marie, un travailleur de la digue de L'Aiguillon-sur-Mer, dans le marais poitevin, s'éprend d'une fille guyanaise, Lilas. Nous suivons ainsi la complexité de la relation entre deux familles, où les deux cœurs généreux se retrouvent au milieu de vieilles haines.

## Œuvres
- Un Tristan pour Iseut ; Raymonde : récits, Cercle d'or, 1972 [pas d'ISBN]
- Lise, Cercle d'or, 1974  (ISBN 2-7188-0011-9)
- Les Noces de Claudine : chronique, Cercle d'or, 1975  (ISBN 2-7188-0038-0) — Réédition : R. Laffont, 2000  (ISBN 2-221-09178-7)
- Retour à Malvoisine, J.-P. Delarge, 1979  (ISBN 2-7113-0130-3) [réédition, sous le titre La Malvoisine : R. Laffont, 1997]
- La Mariennée, J.-P. Delarge, 1980  (ISBN 2-7113-0182-6)
- La Cabane à Satan, Éditions universitaires, 1982 [ISBN non connu]
- La Chasse aux loups, 1984, Flammarion, 1984  (ISBN 2-08-064689-3)
- Le Grand Cortège, Flammarion, 1985  (ISBN 2-08-064853-5)
- Jeanne la Polonaise, tome 1 : Jeanne la Polonaise, R. Laffont, 1988  (ISBN 2-221-05538-1)
- Jeanne la Polonaise, tome 2 : Il neige encore à Varsovie, R. Laffont, 1989  (ISBN 2-221-06403-8)
- Jeanne la Polonaise, tome 3 : La Force des larmes, R. Laffont, 1990  (ISBN 2-221-06789-4)
- avec Michel Gautier : La Roche-sur-Yon au début du siècle, Geste éd., 1992  (ISBN 2-905061-60-X)
- Par un si long détour, R. Laffont, 1992  (ISBN 2-221-07462-9)
- Les Pêches de vigne, R. Laffont, 1994  (ISBN 2-221-07814-4)
- Les Saisons de Vendée, tome 1 : Les Saisons de Vendée, R. Laffont, 1996  (ISBN 2-221-08279-6)
- Les Saisons de Vendée, tome 2 : L'Étoile du bouvier, R. Laffont, 1997  (ISBN 2-221-08712-7)
- La Malvoisine [réédition de Retour à Malvoisine], R. Laffont, 1997  (ISBN 2-221-08524-8)
- collectif de nouvelles : L'or du temps, R. Laffont, 1998
- Le Chemin de Fontfroide, R. Laffont, 1999  (ISBN 2-221-08947-2)
- Les Saisons de Vendée, tome 3 : Notre-Dame des Caraïbes, R. Laffont, 2000  (ISBN 2-221-09280-5)
- Les Lilas de mer, R. Laffont, 2001  (ISBN 2-221-09536-7)
- Les Sœurs Robin, R. Laffont, 2002  (ISBN 2-221-09782-3)
- L'Orgueil de la tribu, R. Laffont, 2003  (ISBN 2-221-10047-6)
- Elle voulait toucher le ciel, R. Laffont, 2004  (ISBN 2-221-10331-9)
- La “Flèche rouge”, tome 1 : La “Flèche rouge”, R. Laffont, 2005  (ISBN 2-221-10535-4)
- avec Pascal Baudry (photographies) : Quatre saisons en Vendée océane, Éditions Siloë  (ISBN 2-908576-79-1)
- La Chanson de Molly  Malone, R. Laffont, 2006  (ISBN 978-2-221-10777-5)
- La Mère, R. Laffont, 2007  (ISBN 978-2-221-10958-8)
- La “Flèche rouge”, tome 2 : 'La Route de glace, R. Laffont, 2008  (ISBN 978-2-221-11088-1)
- Aide toi et le ciel..., R. Laffont, 2009  (ISBN 978-2-221-11377-6)
- Délivre-moi, R. Laffont, 2010  (ISBN 978-2-221-11701-9)
- La mer était si calme, R. Laffont, 2011  (ISBN 978-2-221-12694-3)
- Même les pierres ont résisté, R. Laffont, 2012  (ISBN 978-2-221-13284-5)
- Les deux écoles, R. Laffont, 2014
- L'instant de grâce, R. Laffont, 2015
- Y avez-vous dansé, Toinou ?, Presses de la Cité, 2016
- Le marié de la Saint-Jean, Presses de la Cité, 2017
- La nuit d'après, Presses de la Cité, 2018
- C'était ma petite sœur, Presses de la Cité, 2019
- Louise des Ombrages, Presses de la Cité, 2020
- Vendée : Une Histoire entre Terre et Mer (Bande-dessinée), Éditions du Signe, 2020  (ISBN 978-2-7468-3978-6)
- Le temps de l'enfance, Presses de la Cité, 2021
- Un jeune homme si tranquille, Presses de la Cité, 2022
- A quoi pensent les saumons, Presses de la Cité, 2023